# Trematocranus
Trematocranus és un gènere de peixos pertanyent a la família dels cíclids.

## Distribució geogràfica
Es troba a l'Àfrica oriental.

## Taxonomia
- Trematocranus labifer (Trewavas, 1935)[3]
- Trematocranus microstoma (Trewavas, 1935)[3]
- Trematocranus placodon (Regan, 1922)[4][5][6][7][8][9][10]